# 皷紀男
皷 紀男（つづみ のりお、1946年8月11日 - ）は、東京電力副社長。

## 経歴
- 山口県出身  柳井高校卒業
- 1969年3月 早稲田大学法学部卒業
- 1969年4月 東京電力株式会社入社
- 1988年7月 同社総務部総務課長
- 1991年7月 総務部副部長兼総務課長
- 1993年7月 秘書部副部長
- 1994年7月 秘書部副部長兼秘書課長
- 1995年7月 秘書部副部長
- 1996年7月 原子力計画部（部長待遇）動力炉・核燃料開発事業団出向
- 1997年7月 原子力計画部動力炉・核燃料開発事業団出向（部長）
- 1998年7月 秘書部（部長）
- 1998年8月 秘書部長
- 2002年6月 理事立地地域本部立地部長兼環境部
- 2003年6月 取締役立地地域本部副本部長[1]
- 2006年6月 常務取締役
- 2007年6月 取締役副社長、原子力・立地本部副本部長[2]
- 2011年6月 取締役副社長、福島原子力被災者支援対策本部長兼原子力・立地本部副本部長[3]
- 2012年6月27日 退任

## 福島第一原子力発電所事故での対応
2011年3月22日、東京電力役員として初めて住民に直接謝罪した。同年4月30日、「(事故は)個人的には人災だと思う」と述べた。6月28日付で同社福島原子力被災者支援対策本部長に就任した（原子力・立地本部副本部長と兼任）。

## その他
2007年から2008年にかけ、青森県むつ市内に建設中の使用済核燃料中間施設を巡り、西松建設から鼓や清水正孝（清水はその後社長となる）に対し裏金約2億円が送られ、これによって用地買収交渉費が捻出されていたことが判明した。茂木敏充経済財政担当大臣は、東電に対し調査を命じるとしているが、菅義偉官房長官は「私的な契約にはコメントできない」としている。